# نياتشكوفتسي
نياتشكوفتسي (بالبلغارية: Никачковци)‏ قرية تقع إدارياً ضمن تريافنا في بلغاريا. تعتمد نياتشكوفتسي للبريد على الرمز البريدي 5365.